# San Bonaventura da Bagnoregio (titolo cardinalizio)
San Bonaventura da Bagnoregio (in latino: Titulus Sancti Bonaventuræ de Balneoregio) è un titolo cardinalizio istituito da papa Francesco il 28 giugno 2018. Il titolo insiste sulla chiesa di San Bonaventura da Bagnoregio.
Dal 28 giugno 2018 il titolare è il cardinale Joseph Coutts, arcivescovo emerito di Karachi.

## Titolari
- Joseph Coutts, dal 28 giugno 2018